# Hallsmead Ait
Hallsmead Ait ist eine Insel in der Themse in Berkshire, England. Die Insel liegt flussaufwärts des Shiplake Lock bei Shiplake.